# Club General Díaz
Der Club General Díaz ist ein paraguayischer Fußballverein aus der Stadt Luque. Die rund 220.000 Einwohner zählende Stadt liegt in der Peripherie der Hauptstadt Asunción und ist auch Sitz des südamerikanischen Fußballverbandes CONMEBOL.

## Geschichte
Er zählt neben Club Olimpia, Club Guaraní, Club Libertad und Club Nacional zu den Vereinen die 1906 die Liga Paraguaya de Football Association initiierten, aus der sich der heutige nationale Fußballverband, die Asociación Paraguaya de Fútbol entwickelte. Der zu Ehren von General José Eduvigis Díaz, einem Helden des Tripel-Allianz-Krieges von 1864 bis 1870, benannte Verein nahm aber nur an der ersten Meisterschaft von Paraguay 1906 teil, wo er Vierter wurde.
2009 wurde der Verein, der von seinen Freunden auch Olimpia' í genannt wird, was in der Sprache des indigenen Volkes der Guaraní „kleines Olimpia“ (nach dem Hauptstadtverein Club Olimpia) bedeutet, Achter der zweiten Liga Paraguays, der Segunda División.

## Stadion
Der Club General Díaz trägt seine Heimspiele im 1974 eröffneten Estadio General Adrián Jara aus, welches 4000 Zuschauer fasst.